# Laguna San Lorenzo (Beni)
La laguna San Lorenzo es una laguna de agua dulce de las tierras bajas de Bolivia. Administrativamente se encuentra en el municipio de Reyes de la provincia del General José Ballivián en el departamento del Beni, a una altitud de 178 m s. n. m. Tiene unas dimensiones de 7,25 km de largo por 4,08 km de ancho con una superficie exacta de 26,2 km² y una forma rectangular en dirección noreste, se encuentra cerca del lago Yusala y del río Biata.